# 田岡明
田岡　明（たおか　あきら、1946年5月11日 - ）は、山形テレビ（YTS）の元アナウンサー。北海道美唄市出身。東洋大学卒業後、1970年の山形テレビ開局と共に入社。退社後はデジサポ山形にて顧問を務めた。

## 略歴
- 1970年4月：山形テレビ入社。
- 1980年代後半～1990年代：スポーツ実況を離れて、報道番組に専念。その間、アナウンス部長を歴任。
- 2000年4月：制作局編成部長に就任。30年間勤めたアナウンサー職を離れる。
- 2006年5月：定年退社。YTSの新卒採用のアナウンサーとしてはこれが初である。

## 担当番組
- YTSテレビ夕刊 - キャスター
- YTSニュース スーパータイム - キャスター
- YTSステーションEYE - キャスター（1996年4月 - 1997年3月）
- スーパーJチャンネルYTSゴジダス - ナレーション
- 各種スポーツ番組実況

## 関連人物
- 天池眞樹
- 田島義彦
- 山田基行
- 鈴木千尋
- 黒須英之
- 宮本賢一
- 米田やすみ
- 熊谷瞳

（以上は田岡がアナウンス部在籍当時の部下）
- 小坂深和（田岡と同じ大学出身の後輩アナ）